# 朗根巴赫 (莱茵兰-普法尔茨州)
朗根巴赫（德語：Langenbach，發音：[ˈlaŋənˌbax]）是德国莱茵兰-普法尔茨州库瑟尔县的市镇，面积6.59平方千米，2023年12月31日人口为459人。